# هپتن
هپتن (به انگلیسی: Heptene) یک ترکیب شیمیایی با شناسه پاب‌کم ۱۱۶۱۰ است. شکل ظاهری این ترکیب، مایع بی‌رنگ است.